# Roelof Koops
Roelof Koops (ur. 19 lipca 1909 w Zuidlaren, zm. 7 czerwca 2008 w Veendam) – holenderski łyżwiarz szybki, olimpijczyk z Garmisch-Partenkirchen (1936), dwukrotny medalista mistrzostw Holandii w wieloboju.
W lutym 1936 roku wziął udział w zimowych igrzyskach olimpijskich w Garmisch-Partenkirchen. Wystartował w trzech konkurencjach – był 30. w biegu na 1500 m, 13. na 5000 m i 17. na 10 000 m.
W latach 1932–1939 startował także w mistrzostwach świata i Europy w wieloboju. W mistrzostwach świata zajął 16. miejsce w 1933 roku w Trondheim, 20. miejsce w 1936 roku w Davos, 18. miejsce w 1937 roku w Oslo, 10. miejsce w 1938 roku w Davos i 13. miejsce w 1939 roku w Helsinkach. Z kolei w mistrzostwach kontynentu był 5. w 1932 roku w Davos, 10. w 1934 roku w Hamarze, 17. w 1936 roku w Oslo, 11. w 1937 roku w Davos i 19. w 1938 roku w Oslo.
Dwukrotnie został medalistą mistrzostw Holandii w wieloboju – w 1940 roku w Groningen zdobył srebro, a w 1941 roku w Bergen brąz w tej konkurencji